# 索尼Cyber-shot DSC-RX1
索尼 Cyber-shot DSC-RX1是索尼于2012年9月推出的高规格固定镜头数码相机，最大特点在于其装配了全画幅尺寸传感器，且配置蔡司35mm F2镜头，而使其成为了世界上第一台全画幅规格的固定镜头数码相机。
RX1在非常紧凑的体积内完成了高规格的设计，其获得了TIPA 2013最佳星级相机，以及Camera GRAND PRIX 2013的年度相机。
RX1的后续作品有次年(2013)的RX1R，配置了改善低通滤镜的传感器，其他方面类似；以及2015年10月发布的RX1R II。

## 概述

### 背景
在一般使用者认知中，特别是台湾，不可换镜头的相机设计往往被认为是低端型的傻瓜相机。而实际上这类相机也具备高端机型，如蔡司公司的康泰时T系列，理光的GR系列以及美能达TC-1。
数码时代，因为大片幅的传感器制造难度高，良品率较低而导致成本较高，早期通常将大片幅规格传感器用于制造可换镜头相机，盖可以在一台机器上搭配不同镜头复用，效率较高。虽然有诸如适马DP系列的诞生，但是高规格紧凑型定焦数码相机仍然较少。
2009年，徕卡公司率先推出Leica X1，具备APS-C画幅与等效35mm镜头，受到业界好评；2011年，富士推出了X100机型，配置了APS-C规格传感器与等效35mm F2镜头，受到专业用户青睐而成为备机良选；RX1即在这股高规格便携相机的潮流中诞生。
虽然后续不断有其他高端紧凑型数码相机推出，如理光GR、尼康Coolpix A，然而RX1与衍生机型RX1R仍然在其中以全画幅传感器保持规格领先，直到2015年徕卡发布Leica Q才为全画幅紧凑数码相机俱乐部添加新成员。

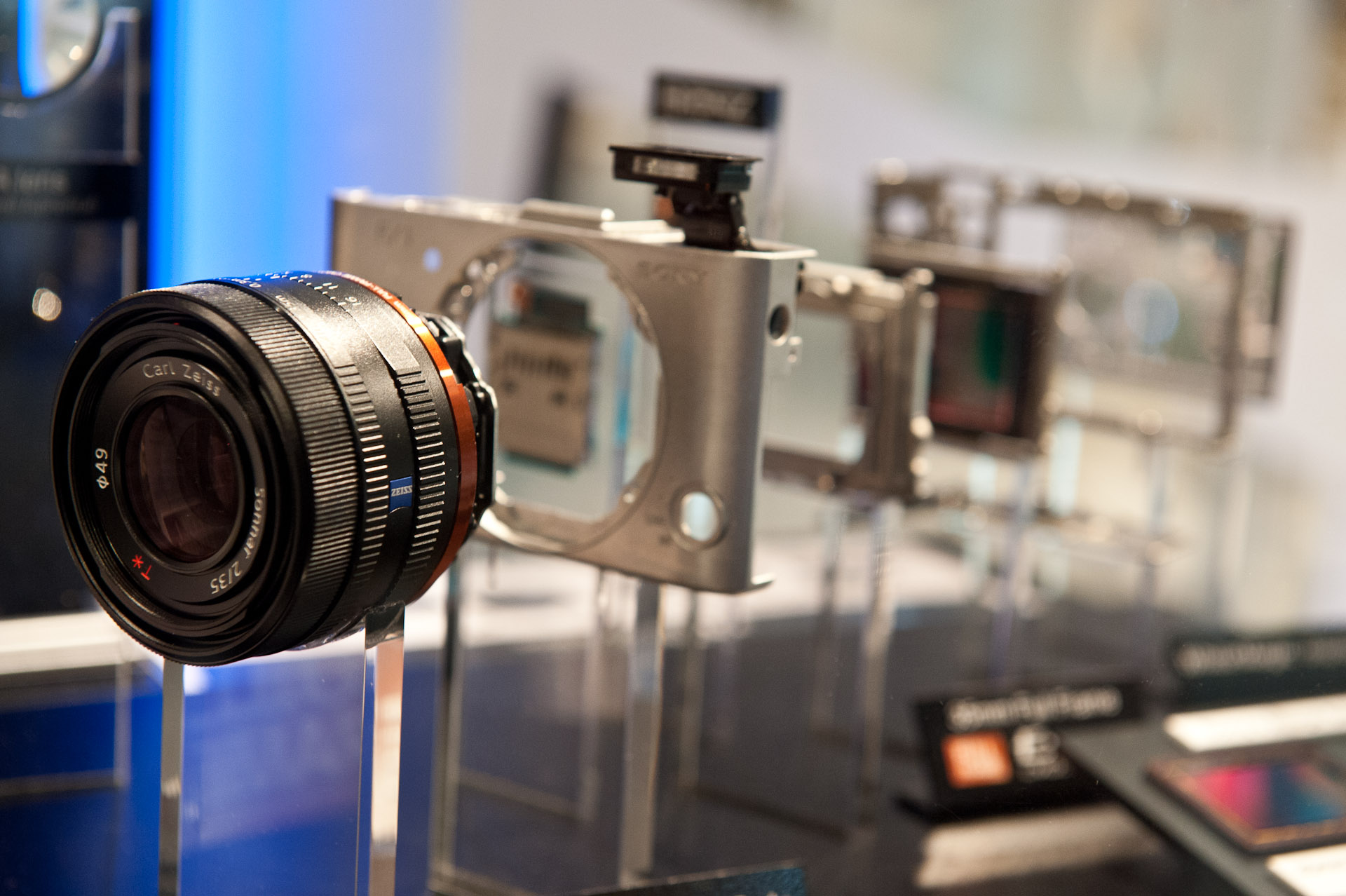
部件图，可见到RX1的构成元件

### 设计
RX1上配置了一枚卡尔蔡司标的镜头，为定焦35mm规格，标识为Sonnar T*，为8枚7组构成，使用了3枚非球面镜片，前端具备49mm滤镜螺纹。
RX1属于不可换镜头设计，属于索尼的Cyber-shot系列；然而与同为RX系列，2012年早些时候发表的索尼RX100不同，镜头并未采用沉侗设计，关机时镜头部仍然保持突出，与常见的紧凑型数码相机不同，而更类似在可换镜头上的设计。

### RX1R

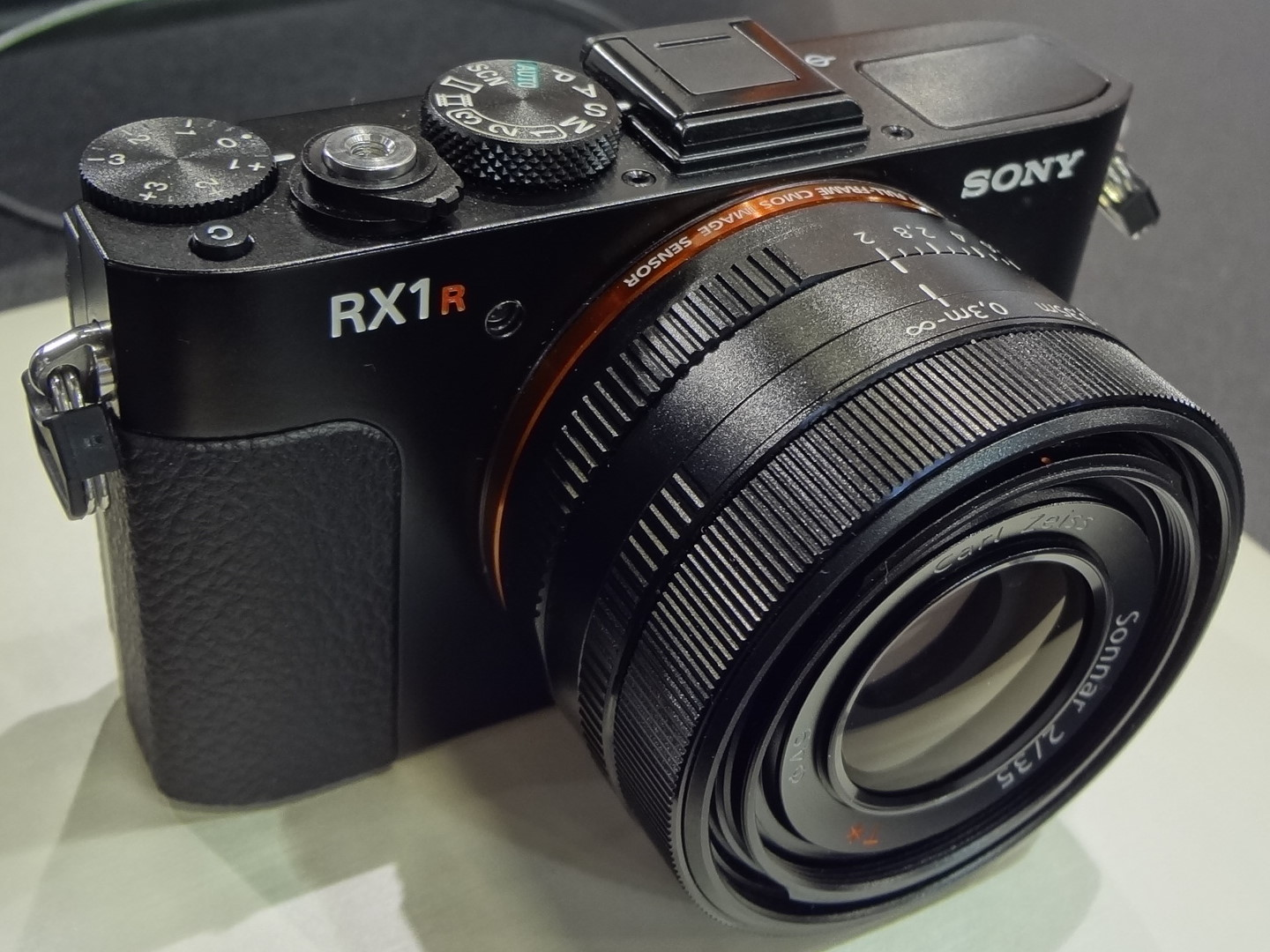
RX1R机型

2013年，索尼公司发布了RX1 R，基于RX1机型，唯传感器为升级为无低通滤镜类型，虽然保持为24mp规格，但是可以获得更高分辨率。

## 可选附件
- 取景器[9]

索尼同期推出了RX1可用的光学与电子取景器。
- - 光学取景器『FDA-V1K』

与RX1并无联动，且售价较高，用户可以自行选择其他靴式35mm规格取景器。
- - 电子取景器『FDA-EV1MK』

使用MI热靴与RX1连接安装，实时显示取景画面。
- 附加镜(Secondary lens)

索尼并未为RX1配置相应的附加镜产品，然而用户发现使用理光的『GW-3』附加镜，使用镜头前端49mm滤镜螺纹连接，可以获得约26mm视角。

## 反响与评价
根据DxO Labs传感器测试，DSC-RX1在当时拿下了高端紧凑型相机与无反机型中最高的93分，甚至在全种类135规格相机中，仅仅落后于尼康D800E（96分）与尼康D600（94分）。稍迟推出的升级机型RX1R则在综合得分取得了91分，分析指出源于取消了低通滤镜（OLPF）导致了工艺上不同，主要差距在于其中的动态范围项目。